# Rearranjo de Wolff
O rearranjo de Wolff é uma reação de rearranjo convertendo uma α-diazo-cetona em uma cetena.  Esta reação foi primeiramente apresentada por L. Wolff em 1912.
O rearranjo é catalisado por luz, calor, ou um metal de transição catalisador tal como óxido de prata. Gás nitrogênio é expelido formando um intermediário carbênico o qual rearranja-se. Este rearranjo 1,2 é o passo chave na síntese Arndt-Eistert.
Em uma aplicação, o rearranjo de Wolff é realizado em um aparato eletroquímico na qual o óxido de prata catalisador é reduzido a prata elementar na forma de nanopartículas monodispersas (2-4 nm de diâmetro) a qual desencadeia a decomposição da diazocetona pela formação de um radical cátion.